# Betula rockii
Betula rockii là một loài thực vật có hoa trong họ Betulaceae. Loài này được (Rehder) C.-A.Jansson mô tả khoa học đầu tiên năm 1962.